# ГП-7

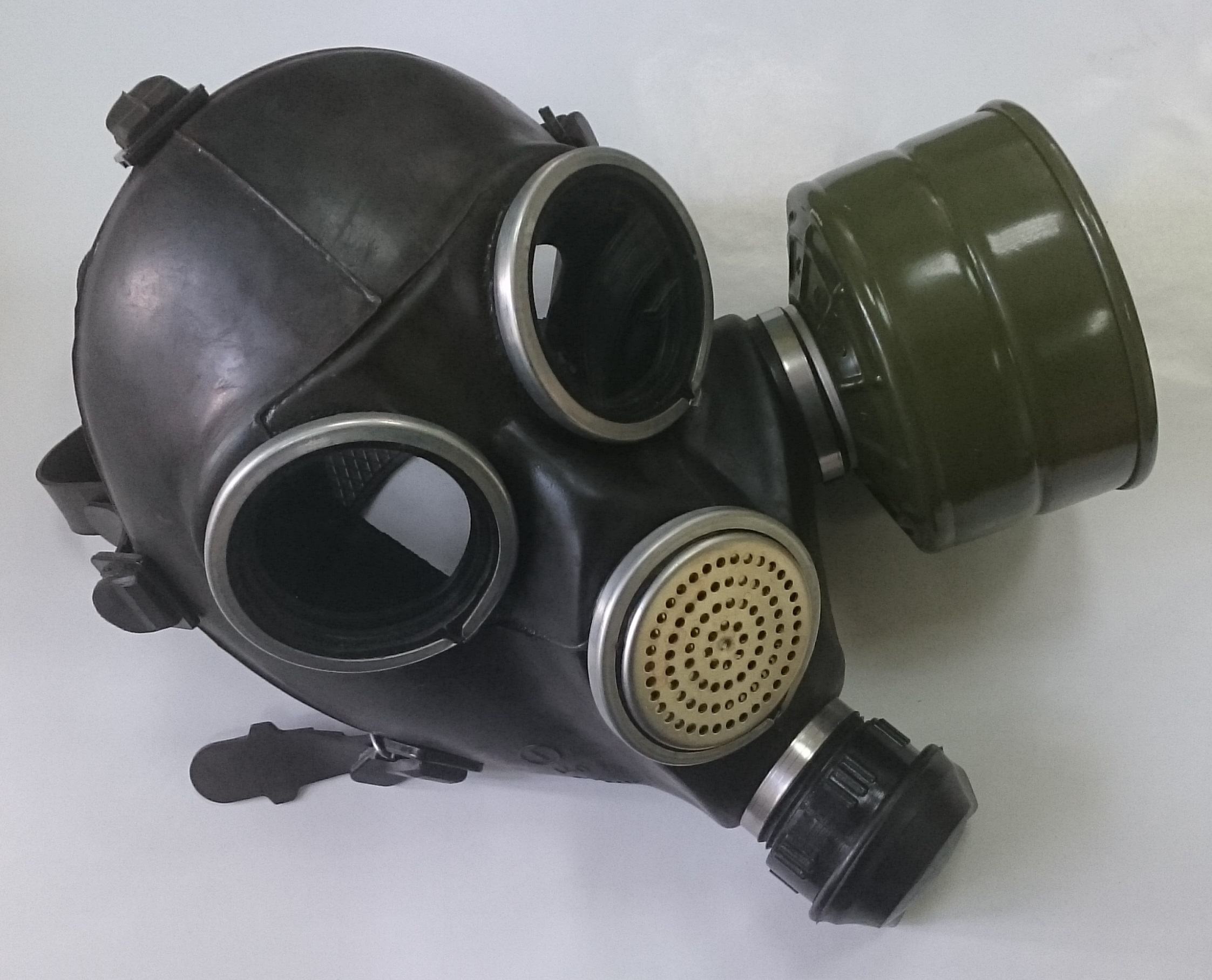
Гражданский противогаз ГП-7

Гражданский противогаз ГП-7 — фильтрующее средство индивидуальной защиты органов дыхания, глаз и кожи лица человека. Прототип маски МГП из комплекта ГП-7 была изготовлена в 1979 году на ЭНПО «Неорганика», а прототип фильтра — ГП-7К — МКГ датирован 2-м кварталом 1980 года. Первый серийный ГП-7 появился в 1985 году в Тамбове на производстве «Тамбовмаш». Изготавливается по техническим условиям Г-10-1103-82.

## Назначение
В соответствии с техническими условиями Г-10-1103-82 гражданский противогаз ГП-7 предназначен для защиты органов дыхания, лица и глаз человека от отравляющих веществ, радиоактивной пыли, бактериальных аэрозолей. Предназначен для использования гражданским взрослым населением в целях выполнения мероприятий по гражданской обороне. Может применяться личным составом нештатных аварийно-спасательных формирований сил гражданской обороны. Не предназначен для боевого, технического и тылового обеспечения деятельности и обучения войск, не относится к категории вооружения и военной техники, так как предназначен исключительно для применения гражданским населением.

## Конструкция
Лицевая часть гражданского противогаза ГП-7 состоит из корпуса маски объемного типа, оснащённого обтюратором, отформованным за одно целое с корпусом маски, очкового узла с плоскими стёклами круглой формы, переговорного устройства, узлов клапана вдоха и клапана выдоха, оголовья с пятиточечным креплением к корпусу маски. Лицевая часть имеет пятиточечное крепление лямок оголовья. Прочность щечных креплений обеспечивают соединительные элементы — металлические «самозатягивающиеся» пряжки. На щёчных лямках надеты пластмассовые фиксаторы. Узел вдоха усилен металлическим хомутом и состоит из пластмассовой седловины армированной изнутри металлической резьбовой втулкой. На узел вдоха изнутри надет пластмассовый обтекатель.
Лицевая часть может оснащаться питьевым устройством (трубкой), обеспечивая возможность приёма воды из фляги во время работы в заражённой атмосфере. Разновидность гражданского противогаза ГП-7 с лицевой частью, оснащённой питьевым устройством, именуется — ГП-7В. Комплектуется плёнками, предотвращающими запотевание стёкол очкового узла, также может комплектоваться утеплительными манжетами, предотвращающими замерзание стёкол очкового узла при отрицательных температурах.
Лицевая часть выпускается в трёх ростах — 1, 2 и 3.
Фильтрующе-поглощающая коробка (ФПК) гражданского противогаза ГП-7 имеет форму цилиндра, с наружной навинтованной горловиной для присоединения к лицевой части. Снабжена поглощающим слоем (шихта) и противоаэрозольным фильтром. Корпус ФПК изготовлен из металла с лакокрасочным покрытием. Материал ФПК не разрушается, позволяет визуально без проведения испытаний определять видимые повреждения (вмятины) и пересыпание шихты в месте повреждения. Закатной шов ФПК расположен в зоне фильтрующего элемента, что исключает попадания неочищенного воздуха (химически опасных веществ) в зону вдоха, в случае механического повреждения закатного шва.

## Комплектация
В состав комплекта гражданского противогаза ГП-7 входят:
- лицевая часть МГП (для ГП-7) или МГП-В (для ГП-7В) — 1 штука;
- фильтрующе-поглощающая коробка (ФПК) ГП-7к в металлическом корпусе — 1 штука;
- сумка противогаза — 1 штука;
- плёнки незапотевающие НПН-59 — 6 штук;
- шнуры прижимные резиновые — 2 штуки;
- манжеты утеплительные — 2 штуки (в расчёте на 40 % от партии);
- крышка фляги — 1 штука (только для ГП-7В, а также для ГП-7ВМ);
- руководство по эксплуатации — 1 штука на упаковочное место;
- формуляр — 1 штука на партию.

## Технические характеристики
- Масса противогаза в комплекте без сумки — не более 900 грамм.
- Площадь поля зрения — не менее 60 %.
- Сопротивление постоянному воздушному потоку на вдохе при объемном расходе воздуха 30 дм³/мин — не более 176,4 Па. (18 мм вод. ст.)
- Объёмное содержание диоксида углерода во вдыхаемом воздухе — не более 1,0 %
- Коэффициент подсоса под лицевую часть аэрозоля стандартного масляного тумана — не более 0,001 %[2].
- Коэффициент проницаемости ФПК по аэрозолю стандартного масляного тумана — не более 0,001 %.[3].
- Коэффициент проницаемости по парам радиоактивного йода-131 — не более 0,01 %
- Температурный диапазон эксплуатации — от минус 40 до плюс 40 градусов Цельсия.

Время защитного действия ФПК по опасным химическим веществам при расходе воздуха 30 дм³/мин.
- Циан водорода при концентрации 5,0 мг/дм³ — не менее 18 минут.
- Циан хлористый при концентрации 5,0 мг/дм³ — не менее 18 минут.
- Сероводород при концентрации 10,0 мг/дм³ — не менее 25 минут.
- Хлор при концентрации 5,0 мг/дм³ — не менее 40 минут.
- Соляная кислота при концентрации 5,0 мг/дм³ — не менее 20 минут.
- Тэтраэтилсвинец при концентрации 2,0 мг/дм³ — не менее 50 минут.
- Этилмеркаптан при концентрации 5,0 мг/дм³ — не менее 40 минут.
- Нитробензол при концентрации 5,0 мг/дм³ — не менее 40 минут.
- Фенол при концентрации 0,2 мг/дм³ — не менее 200 минут.
- Фурфурол при концентрации 1,5 мг/дм³ — не менее 300 минут.

Время защитного действия ФПК при использовании с дополнительным патроном ДПГ-3 по опасным химическим веществам при расходе воздуха 30 дм³/мин.
- Циан водорода при концентрации 5,0 мг/дм³ — не менее 18 минут.
- Циан хлористый при концентрации 5,0 мг/дм³ — не менее 18 минут.
- Сероводород при концентрации 10,0 мг/дм³ — не менее 50 минут.
- Хлор при концентрации 5,0 мг/дм³ — не менее 100 минут.
- Соляная кислота при концентрации 5,0 мг/дм³ — не менее 30 минут.
- Тэтраэтилсвинец при концентрации 2,0 мг/дм³ — не менее 500 минут.
- Этилмеркаптан при концентрации 5,0 мг/дм³ — не менее 120 минут.
- Нитробензол при концентрации 5,0 мг/дм³ — не менее 70 минут.
- Фенол при концентрации 0,2 мг/дм³ — не менее 800 минут.
- Фурфурол при концентрации 1,5 мг/дм³ — не менее 400 минут.
- Аммиак при концентрации 5,0 мг/дм³ — не менее 60 минут.
- Диметиламин при концентрации 5,0 мг/дм³ — не менее 80 минут.

## Упаковка и хранение
Гражданские противогазы ГП-7 упаковываются, транспортируются и хранятся в заводской упаковке — деревянных ящиках, которые опломбированы на предприятии-изготовителе. Каждый ящик содержит 20 комплектов противогазов: 8 комплектов с лицевыми частями 1 роста, 8 комплектов с лицевыми частями 2 роста, 4 комплекта с лицевыми частями 3 роста. В каждый ящик вкладывается руководство по эксплуатации противогаза. В ящик № 1 каждой партии противогазов вкладывается формуляр на партию. Как правило, каждая партия содержит 1000 штук гражданских противогазов ГП-7 (50 ящиков).
Гарантийный срок хранения гражданского противогаза ГП-7, предоставляемый предприятиями-изготовителями — 12 лет с даты изготовления, за исключением незапотевающих плёнок НПН-59, гарантийный срок хранения которых составляет 7 лет.

## Дополнительные сведения
Гражданский противогаз ГП-7 обеспечивает ограниченное время защитного действия от аммиака и его производных. Не обеспечивает защиту от органических газов и паров с температурой кипения менее 65 °C (таких как: метан, этан, ацетилен, окись этилена, изобутан и др.), монооксида углерода, оксидов азота.
Для обеспечения дополнительной защиты от аммиака и его производных гражданский противогаз ГП-7 может оснащаться дополнительным патроном ДПГ-3, который, при использовании совместно с ФПК ГП-7к, подсоединяется к лицевой части соединительной гофрированной трубкой. Для защиты от монооксида углерода и оксидов азота необходимо применение комплекта фильтров специальных ПЗУ-ПК.
Контроль качества и приемка гражданских противогазов ГП-7 на предприятиях-изготовителях осуществляется военными представительствами Министерства обороны Российской Федерации (ВП МО РФ).

## Модификации
В период с 2008 по 2014 годы рядом российских предприятий-изготовителей был разработан и поставлен на производство ряд модификаций гражданского противогаза ГП-7 (ГП-7В). В основе разработки лежало применение аналогичных лицевых частей МГП (МГП-В) и их модификаций — МГУ (МГУ-В), а также фильтрующе-поглощающих коробок в металлических корпусах, таких как, ГП-7КБ-Универсал (в последующем переименована в ФК-Универсал), ВК 320, ВК 450 и других. Также рядом предприятий-изготовителей были поставлены на производство вариации гражданских противогазов с пластиковыми корпусами фильтрующе-поглощающих коробок, такие как ГП-7БВ (ГП-7Б), ГП-7Б (ГП-7ВМБ). Однако в данных вариациях, помимо другого материала изготовления фильтрующе-поглощающей коробки, присутствовали другие существенные конструкционные особенности, что не позволяет однозначно относить данные вариации противогазов к модификациям гражданского противогаза ГП-7 (ГП-7В). В настоящее время, наибольшее распространение получили следующие модификации гражданского противогаза ГП-7 (ГП-7В): ГП-7ВМ, ГП-7ВМТ, ГП-8В, ГП-7Б Универсал (ГП-7БВ Универсал), ГП-9, УЗС ВК, МЗС ВК.
Несмотря на большое разнообразие модификаций, гражданский противогаз ГП-7 (ГП-7В) по прежнему остается непревзойдённым по ряду показателей времени защитного действия по таким веществам, как хлор, сероводород, а при использовании с дополнительным патроном ДПГ-3 — аммиак.

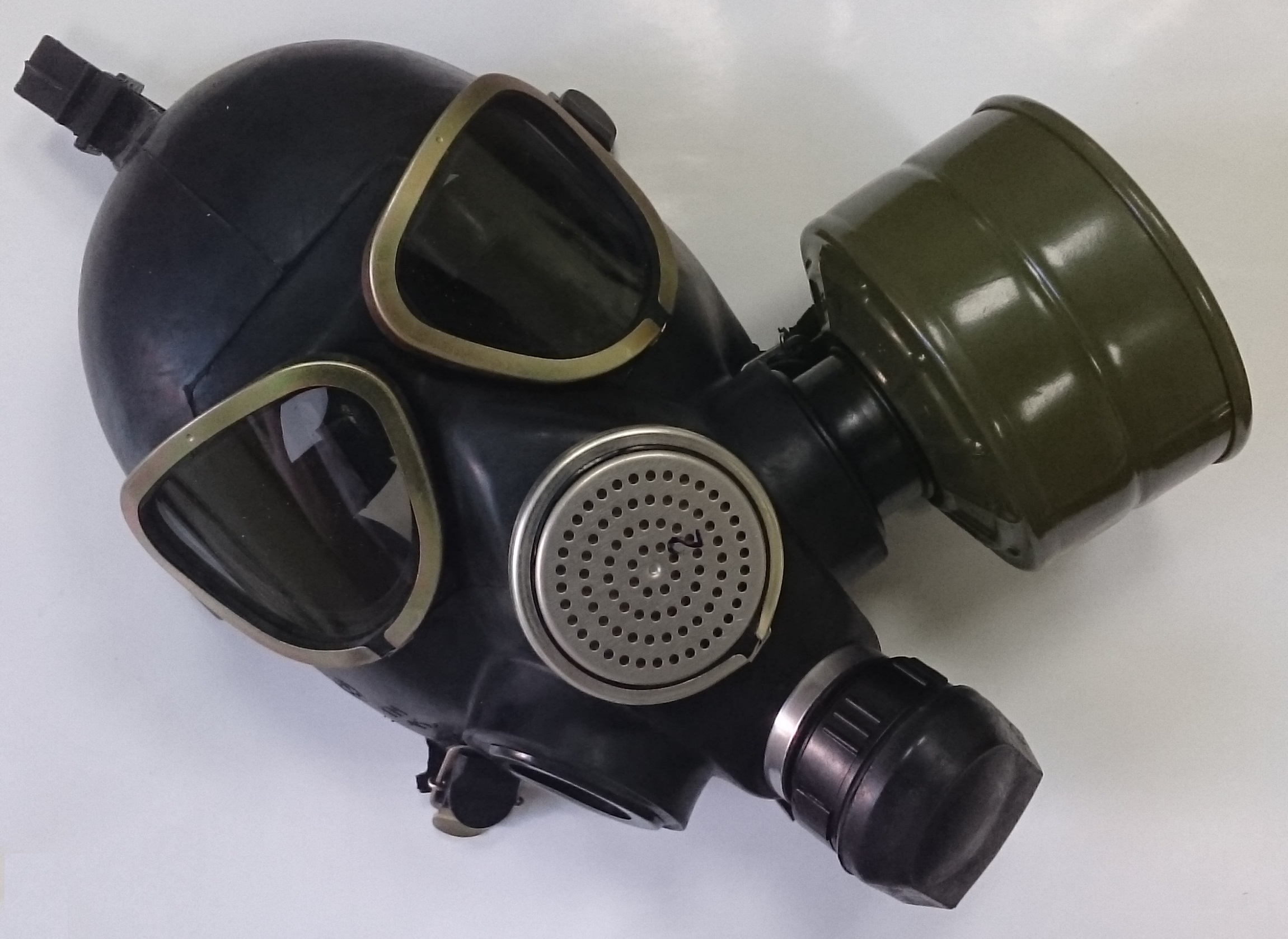
Гражданский противогаз ГП-7ВМ
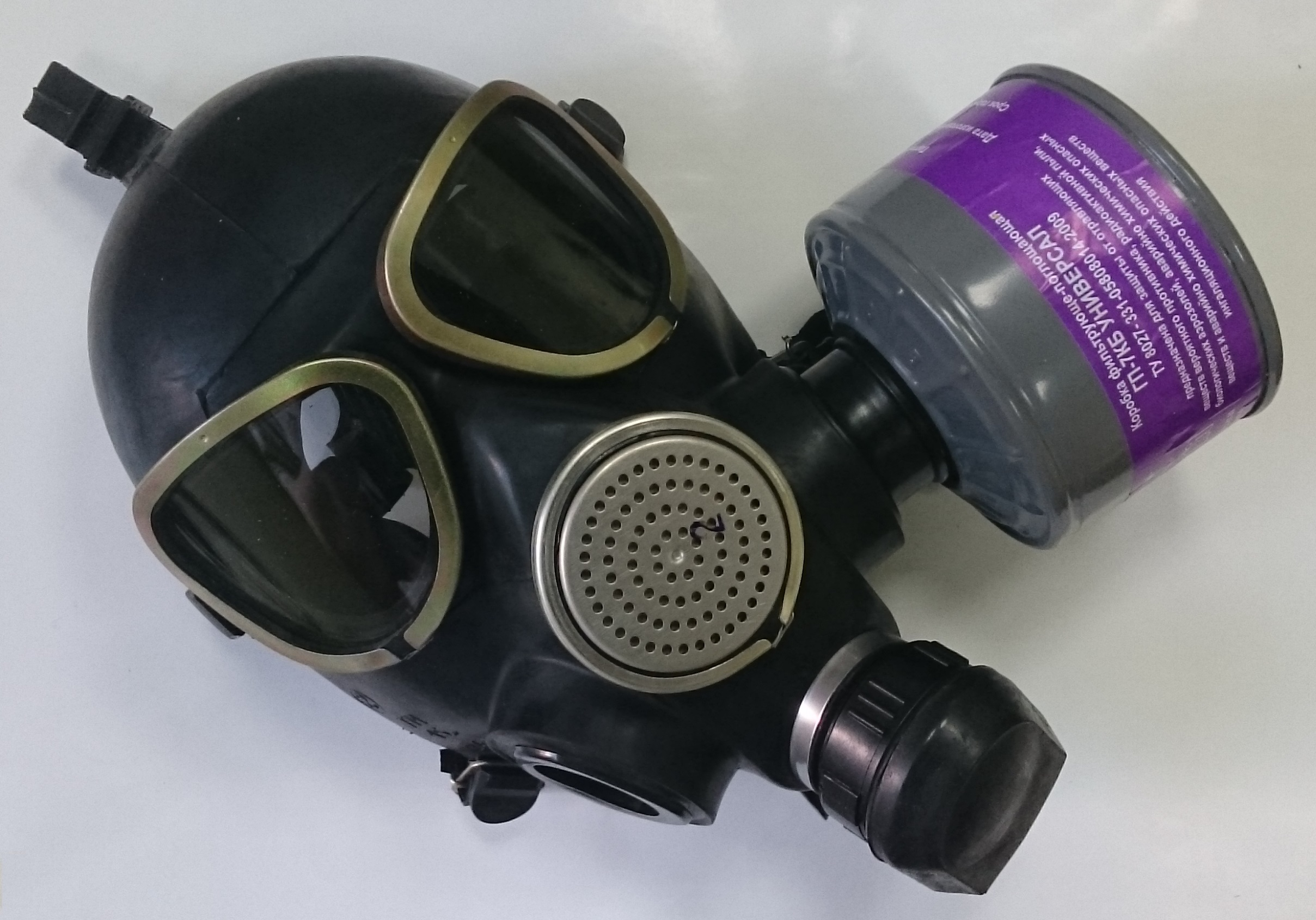
Гражданский противогаз ГП-7Б Универсал
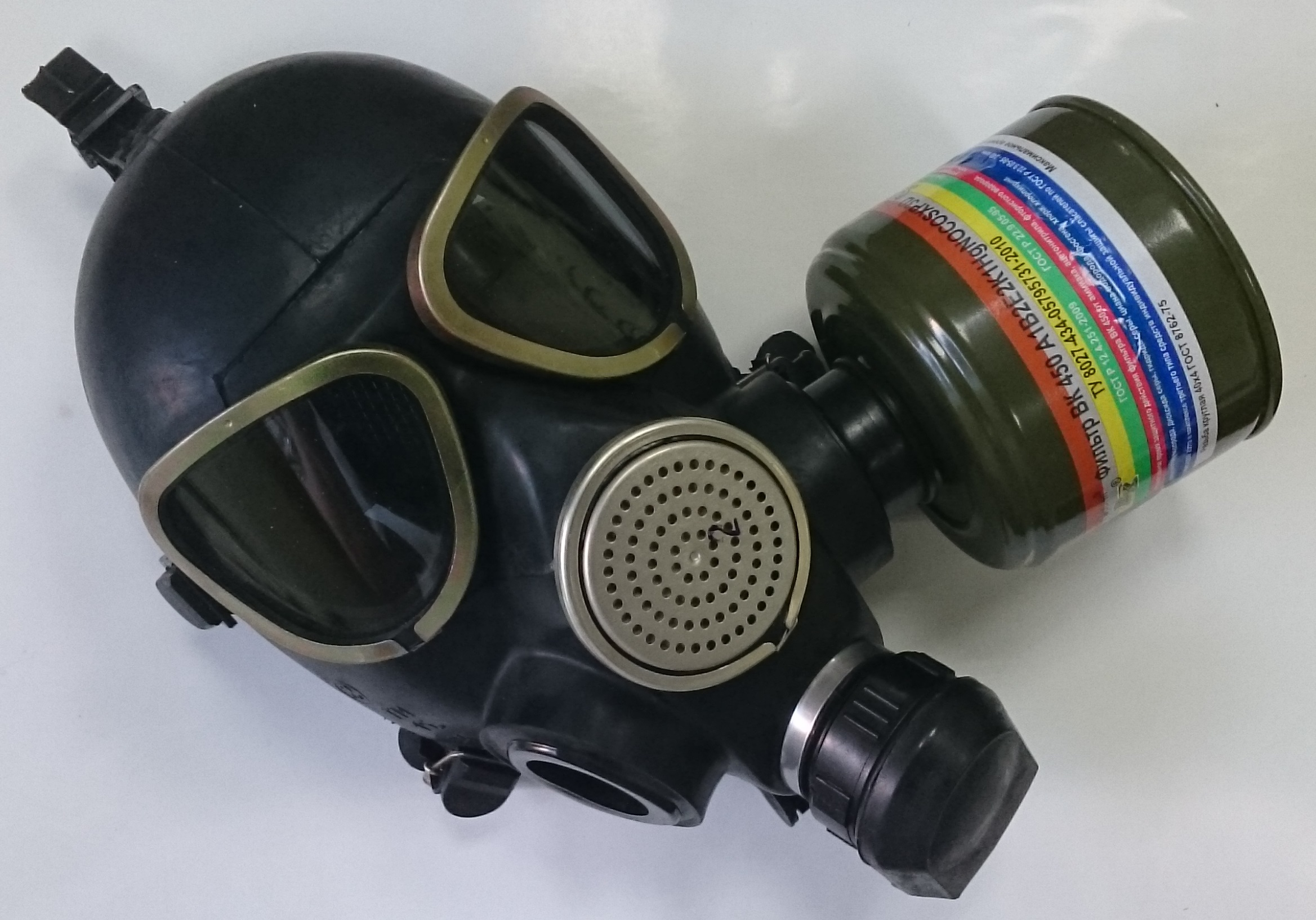
Гражданский противогаз МЗС ВК